# Caroline Cossey
Caroline Cossey (Brooke, Norfolk, Egyesült Királyság, 1954. augusztus 31. –) transzszexuális angol modell. Barry Kenneth Cossey néven született, a világ egyik legismertebb átoperált személye, aki az első transzszexuális volt a Playboy címlapján.

## Műtétje, élete a nemi megerősítő műtét előtt
Barry Cossey Brooke-ban, egy norfolki kis faluban született és nőtt fel. Már a pubertáskorban feltűnt nála egy genetikai betegség, a Klinefelter-szindróma jelenléte, amely például sajátos női testalkattal, vagy a mellek enyhe megnagyobbodásával jelentkezik. Ahelyett, hogy XXY-kromoszómái lettek volna, Barry-nek XXXY-kromoszómái voltak. Önéletrajzában arról ír, hogy gyerekkorában boldogtalan volt, szenvedett nőiessége miatt. Felnőve Barry legközelebbi társa a nővére, Pam volt, akivel azt is játszhatta, hogy anyja ruháit vette fel. Az általános iskolát befejezvén elkezdett dolgozni, egy ruhaüzletben és egy hentes segédjeként. 16 évesen Barry elhagyta Norfolkot és Londonba költözött, ahol több különböző munkát vállalt.
Londonba költözése után nem sokkal elkezdte az átalakulását, miután megismerkedett egy transzszexuális nővel. 17 évesen elkezdte a hormonterápiát, és teljesen nőként élt. Showgirl-ként kezdett el dolgozni egy londoni éjszakai klubban. A döbbenet helyett szülei támogatták őt. A mellnagyobbító műtéte után Párizsban dolgozott showgirl-ként, és Rómában toplesz-táncosként, hogy összegyűjtse a pénzt a teljes műtétjére (SRS). 1974. december 31-én került sor a műtétre Londonban.

## Modellkarrierje
Az átoperálás után a modellszakmába kóstolt bele és a társadalmi életben már nőként próbált érvényesülni. Dolgozott és randizott, anélkül, hogy felfedné mások előtt a múltját. Modellként a Tula nevet használta. Szerepelt az ausztráliai Vogue-ban és a Harper's Bazaar-ban, a brit The Sun magazinban is, és 1981-ben a Playboyban is.
1978-ban megnyert egy játékot az angol 3-2-1 showban, mely után egy újságíró leleplezte, hogy ő transzszexuális, és azt tervezte, hogy ír a történetéről. Kikérdezte a családtagjait, kutatta a múltját. Caroline beperelte a show-t, mivel ezek után kiejtettek a műsorból, és végül az újságíró is megszakította vle a szerződését. Ezek után kevesebb közszereplést vállalt.
1981-ben szereplővállogatáson vett részt a For Your Eyes Only-című James Bond-filmhez. Bejutott. Miután a film 1982-ben kijött, a sajtó világgá kürtölte, hogy ő transzszexuális, ezzel a szalagcímmel: A James Bond-lány fiú volt. A hír gyorsan terjedt és Caroline nagyon haragudott ezért, majdnem öngyilkos lett. Folytatta modell-karrierjét és 1982-ben elkezdte írni az (első) önéletrajzát, melynek címe Én nő vagyok.

## Élete ezután
Miután a nyüzsgés elhalkult körülötte, Glauco Lasinio gróf jegyezte el őt, aki egy olasz reklámszakember volt, és egyben az első férfi, aki úgy randevúzott vele, hogy tudta az igazságot vele kapcsolatban. Kérvényezte az angol hatóságoknál, hogy változtassák meg az angol törvényeket a transzszexuálisokkal kapcsolatban. Az indítvány elbukott ugyan, de jelenleg már az Emberi Jogok Európai Bírósága előtt van az ügy.
1985-ben, miután felbontotta az jegyességét Lasinioval, Elias Fattal'-lal találkozott, egy zsidó üzletemberrel, aki nem tudott Caroline múltjáról, míg 1988-ban meg nem kérte a kezét. Ahelyett hogy ellökte volna magát, kérte inkább, hogy vegye fel a zsidó hitet, amit megtett. 1989. május 21-én házasodtak össze, pár héttel azután, hogy az Európai Bíróság elismert Caroline-t teljes jogú nőként. Miután visszatértek a nászútról, a The News of the World egy másik változatot tálalt a házasságukról. Fattal családja nagyon mérges lett és pár héttel később arra kérték, hogy érvénytelenítse a házasságát Caroline-nal. 
1990. szeptember 27-én az Európai Bíróság az angol kormány döntését felfordította (Angliában született transzszexuálisok törvényes nőként élhetnek a Gender Recognition Act szerint, de ez csak 2004-től van így). Caroline visszatért a modellkedéshez, amit már négy éve nem művelt.
1991-ben megjelenítette második önéletrajzi írását, A történetem-et, melyben ír a bürokráciával való harcairól is. 1991-ben szerepelt ismét a Playboyban.
1992-ben újra megházasodott, a kanadai David Finch-hez ment hozzá. A pár még mindig együtt van, Kennesaw-ban élnek, Georgiában, az USA-ban.

## Könyvei
- Tula. Én nő vagyok (I am a Woman). 1982. Sphere. ISBN 0-7221-0583-5
- Cossey, Caroline. A történetem (My Story). 1991. Faber and Faber. ISBN 0-571-16251-7

## Fordítás
- Ez a szócikk részben vagy egészben  a   Caroline Cossey című angol Wikipédia-szócikk ezen változatának fordításán alapul.  Az eredeti cikk szerkesztőit annak laptörténete sorolja fel. Ez a jelzés csupán a megfogalmazás eredetét és a szerzői jogokat jelzi, nem szolgál a cikkben szereplő információk forrásmegjelöléseként.